# Ogurčinskij
Ogurdža nebo Ogurčinskij (turkmensky Orgurja Ada, resp. Ogurjaly adasy,  rusky остров Огурчинский) je písčitý ostrov v jihovýchodní části Kaspického moře. Je to největší ostrov Turkmenistánu. Táhne se v podobě úzké kosy z jihu na sever. Je široký 1 až 1,5 km a dlouhý 42 km. Má rozlohu 45 km².

## Pojmenování

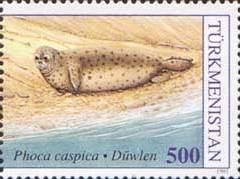
Tuleň kaspický na turkmenské poštovní známce

Tvarem připomíná okurku, nicméně pojmenování pochází od pomístního jména Ogurča v oblasti poloostrova Čeleken, které je známo od roku 1392 jako sídlo turkického kmene Ogurdžalů, což v překladů znamená piráti. V 15. až 17. století se na ostrově skrývali piráti, kteří přepadali perské kupce a obchodovali se solí a kradeným zbožím.

## Charakteristika
Povrch ostrova je porostlý trávou a keři a nejvyšší body tvoří vrcholy písečných dun. Během zimních bouří se mořské vlny valí přes ostrov v úzkých místech a mění jeho tvar. Od poloostrova Čeleken je oddělen průlivem širokým 15 km. Sám ostrov od západu ohraničuje Turkmenský záliv.

## Život na ostrově
V 21. století nemá ostrov stálé obyvatele, především z důvodu nedostatku pitné vody. V minulosti na ostrově bylo leprosárium pro nemocné leprou. Zastavovali se tu rybáři při rybolovu. Za dob Sovětského svazu byl jejich pobyt na ostrově přísně omezován a ostrov byl přírodní rezervací (zakaznik - заказник). Byly sem přivezeny gazely perské, kterým hrozí vyhynutí. Na pobřeží ostrova se vyskytují a také rozmnožují kaspičtí tuleni.